# یواس‌اس مگنت (ای‌ام-۲۶۰)
یواس‌اس مگنت (ای‌ام-۲۶۰) (به انگلیسی: USS Magnet (AM-260)) یک کشتی بود که طول آن ۱۸۴ فوت ۶ اینچ (۵۶٫۲۴ متر) بود. این کشتی در سال ۱۹۴۳ ساخته شد.